# Paneth-Zelle

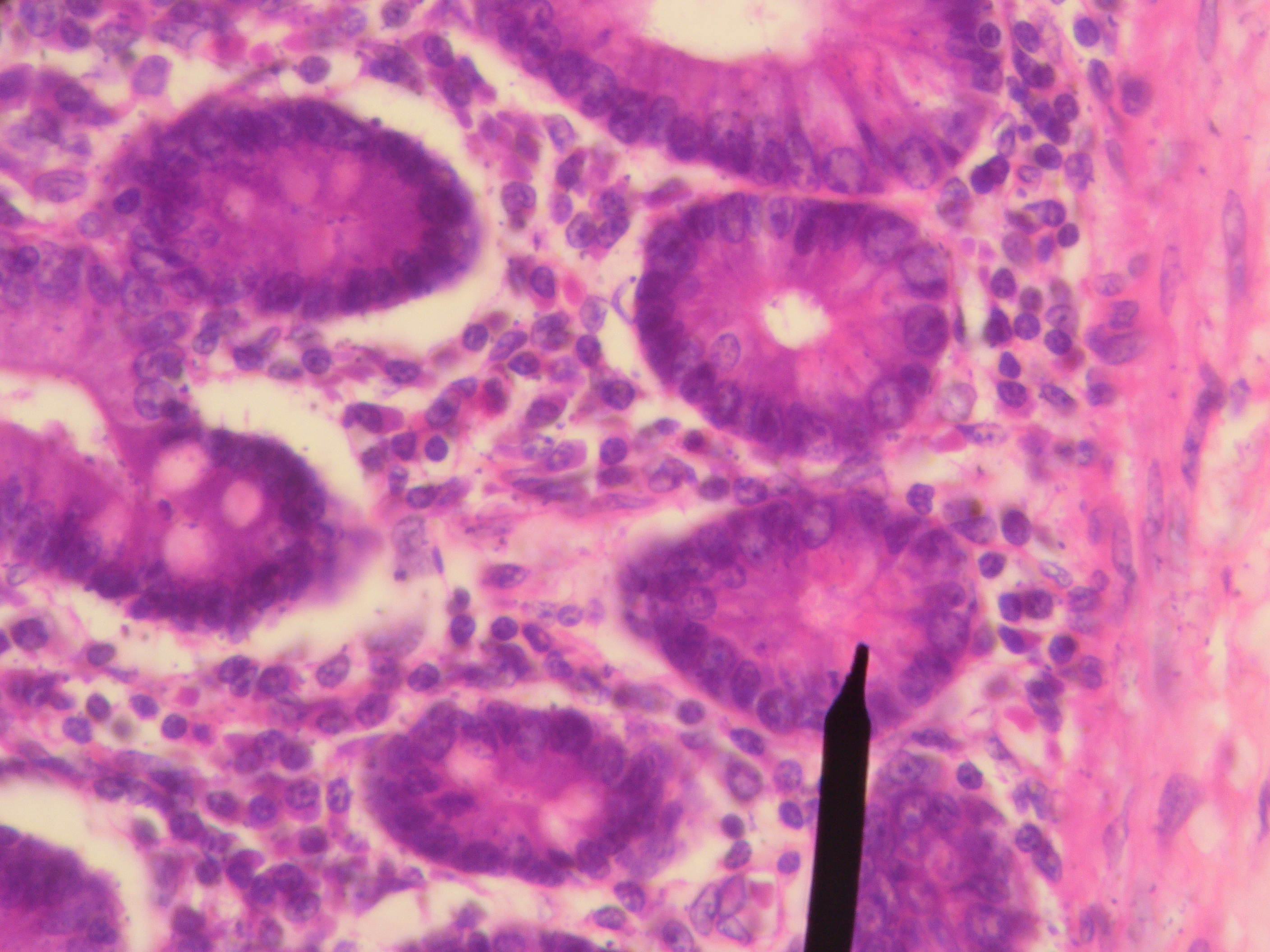
Menschliche Paneth-Zellen

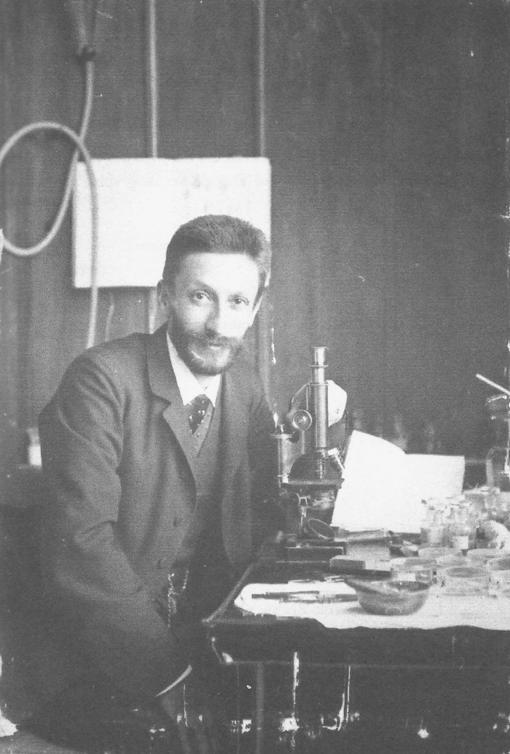
Josef Paneth, nach dem die Zellen benannt sind

Paneth-Zellen, auch als Paneth-Körnerzellen bezeichnet, sind merokrine Drüsenzellen, die apikal stark eosinophile Granula enthalten und im Epithel am Grund der Dünndarmkrypten, aber auch im Magen und im Mastdarm auftreten. Aufgabe der Paneth-Zellen ist die Sekretion von Lysozymen, Peptidasen, Laktoferrin und Defensinen. Sie sind somit u. a. für die lokale Immunabwehr verantwortlich. Benannt sind sie nach dem österreichischen Physiologen Joseph Paneth (1857–1890).
Es wird vermutet, dass Paneth-Zellen helfen, die Integrität der Dünndarmschleimhaut zu erhalten, da sie in der Nähe der Stammzelle des Dünndarms liegen. Sie exprimieren hier u. a. NOD2. Aktuellen Forschungsergebnissen zufolge könnte eine gestörte Produktion der antibakteriell wirksamen Defensine ursächlich für Morbus Crohn sein.
Bei vermehrtem Auftreten im Magen besteht die Gefahr der Bildung eines Magengeschwürs. 